# アンペア (競走馬)
アンペア（欧字名:Ampere、2006年1月15日 - 2014年5月29日）は、日本の競走馬、繁殖牝馬。主な勝ち鞍に2008年のエーデルワイス賞。同年度のNARグランプリサラブレッド2歳最優秀馬。

## 経歴

### デビュー前
誕生後、北海道セレクションセール当歳の部に上場され、オリオンファームが735万円で落札。これは、同じセールでの最高落札価格のおよそ6分の1の価格だった。

### 競走馬時代
3月中旬にホッカイドウ競馬の能力試験に合格。6月3日にデビューし、2着を1秒9も引き離す大差で初勝利を挙げた。続く重賞競走栄冠賞では以降主戦騎手となる山口竜一に乗り替わって出走したが、ネフェルメモリーに半馬身差で敗れて2着だった。7月末には中央競馬のラベンダー賞へ出走したが8番人気と人気も低く、結果7着で函館2歳ステークスへの出走権を獲得できなかった。その後再びホッカイドウ競馬で走り、リリーカップを制して重賞競走初勝利を挙げる。続くブリーダーズゴールドジュニアカップは2着、フローラルカップは1番人気に支持されたが、再びネフェルメモリーに敗れて3着だった。ダートグレード競走初挑戦となったエーデルワイス賞では1番人気に支持され、レースでは道中4、5番手追走から最終コーナーで先頭に並び掛けて、最後の直線では後続を突き放し2着馬に6馬身差をつけてダートグレード競走初勝利を挙げた。この勝利により鞍上の山口竜一は同競走2連覇を達成した。その後、11月13日のディクタット賞に出走したが4着に終わった。それでもエーデルワイス賞優勝が評価され、2008年度のNARグランプリ表彰でサラブレッド2歳最優秀馬に選定された。
3歳になり、南関東へ移籍。南関東デビュー戦は東京プリンセス賞に出走するが、ネフェルメモリーの14着に敗れてしまう。その後、東京ダービーに出走するものの、今度はサイレントスタメンの10着に敗れた。続く関東オークスでは8番人気と評価を落としていたが、ラヴェリータの3着と好走した。その後、古馬との初対戦となったスパーキングレディーカップでは5着だった。休養を挟んで11月12日のロジータ記念に出走したが、12着と大敗。アクアライン特別6着を挟んで、12月30日の東京シンデレラマイルでは13着とまたもや大敗を喫し、この年を終えた。
2010年はガーネット賞から始動したが、13着と惨敗した。続くウインタースプリントときさらぎ特別は共に9着に敗れた。3月の夢見月特別6着の後、ホッカイドウ競馬に再移籍。4月のミランダ特別では久々の勝利を挙げた。5月のエトワール賞では後方追走から追い込んでくるもラブミーチャンのアタマ差の2着、8月のソメスサドル特別でも2着に敗れた。サウスヴィグラス賞では勝利を挙げるもノースクイーンカップでは4着、道営スプリントでは5着、門別プロパンガス事業協同組合特別では3着と敗戦。11月のディープインパクト・プレミアム2に勝利した。翌2011年は8戦して鵡川ししゃも特別で1勝を挙げ、現役を引退。2012年3月8日に登録を抹消された。二度目のホッカイドウ競馬時代は重賞には手が届かなかったものの「重賞の常連」格で、8着に終わった2011年のノースクイーンカップ以外はすべて掲示板に載る5着以内の成績だった。

### 引退後
引退後はオリオンファームで繁殖牝馬となったが、わずか2頭の産駒しか残すことができず、2014年5月29日に死亡した。8歳没。

## 競走成績
以下の内容は、netkeiba.com、JBISサーチ、地方競馬全国協会の記録に基づく。
| 年月日 | 年月日 | 年月日 | 競馬場 | 競走名                           | 格     | 頭 数 | 枠 番 | 馬 番 | オッズ （人気） | 着順 | 騎手     | 斤 量 | 距離（馬場）  | タイム （上3F） | タイム 差 | 勝ち馬/（2着馬）       |
| 2008   | 6.     | 3      | 旭川   | フレッシュチャレンジ             |        | 8     | 1     | 1     | 2.8（2人）      | 1着  | 桑村真明 | 53    | ダ1000m（良） | 1:02.1（38.2）  | -1.9      | （サンサンヒカリ）     |
|        | 7.     | 8      | 旭川   | 栄冠賞                           | H2     | 8     | 1     | 1     | 3.7（2人）      | 2着  | 山口竜一 | 53    | ダ1000m（良） | 1:01.9（38.1）  | 0.1       | ネフェルメモリー       |
|        | 7.     | 26     | 函館   | ラベンダー賞                     | OP     | 11    | 5     | 5     | 27.3（8人）     | 7着  | 山口竜一 | 54    | 芝1200m（良） | 1:11.5（36.2）  | 1.5       | ナムラミーティア       |
|        | 8.     | 6      | 旭川   | リリーカップ                     | H3     | 8     | 7     | 7     | 1.5（1人）      | 1着  | 山口竜一 | 53    | ダ1000m（良） | 1:00.3（36.8）  | -0.3      | （イケノナイン）       |
|        | 9.     | 4      | 旭川   | ブリーダーズGJC                  | HI     | 11    | 4     | 4     | 6.7（2人）      | 2着  | 山口竜一 | 53    | ダ1600m（重） | 1:44.1（39.0）  | 0.4       | ワンダフルクエスト     |
|        | 9.     | 18     | 旭川   | フローラルカップ                 | H3     | 12    | 2     | 2     | 1.6（1人）      | 3着  | 山口竜一 | 53    | ダ1500m（良） | 1:38.7（39.2）  | 0.5       | ネフェルメモリー       |
|        | 10.    | 16     | 旭川   | エーデルワイス賞                 | JpnIII | 11    | 3     | 3     | 2.3（1人）      | 1着  | 山口竜一 | 54    | ダ1600m（稍） | 1:43.3（39.4）  | -1.3      | （モエレオンリーワン） |
|        | 11.    | 13     | 門別   | ディクタット賞                   | OP     | 6     | 4     | 4     | 1.2（1人）      | 4着  | 山口竜一 | 56    | ダ1700m（良） | 1:51.1（40.3）  | 1.0       | モエレビクトリー       |
| 2009   | 5.     | 14     | 大井   | 東京プリンセス賞                 | SI     | 16    | 5     | 9     | 17.6（3人）     | 14着 | 的場文男 | 54    | ダ1800m（良） | 1:57.8（42.5）  | 4.3       | ネフェルメモリー       |
|        | 6.     | 3      | 大井   | 東京ダービー                     | SI     | 16    | 4     | 7     | 148.8（11人）   | 10着 | 水野貴史 | 54    | ダ2000m（稍） | 2:09.7（40.9）  | 3.0       | サイレントスタメン     |
|        | 6.     | 17     | 川崎   | 関東オークス                     | JpnII  | 14    | 4     | 5     | 88.5（8人）     | 3着  | 的場文男 | 54    | ダ2100m（重） | 2:16.5（38.2）  | 1.0       | ラヴェリータ           |
|        | 7.     | 15     | 川崎   | スパーキングレディーC            | JpnIII | 12    | 7     | 10    | 56.0（7人）     | 5着  | 的場文男 | 52    | ダ1600m（良） | 1:41.0（39.2）  | 1.3       | ラヴェリータ           |
|        | 11.    | 12     | 川崎   | ロジータ記念                     | SII    | 14    | 8     | 14    | 10.8（5人）     | 12着 | 今野忠成 | 54    | ダ2100m（不） | 2:18.8（43.7）  | 3.9       | タカヒロチャーム       |
|        | 12.    | 10     | 船橋   | アクアライン特別                 |        | 11    | 8     | 11    | 28.6（6人）     | 6着  | 水野貴史 | 53    | ダ1600m（稍） | 1:43.6（40.8）  | 2.0       | ステップクローザー     |
|        | 12.    | 30     | 大井   | 東京シンデレラマイル             | SIII   | 16    | 4     | 7     | 47.6（13人）    | 13着 | 水野貴史 | 54    | ダ1600m（良） | 1:43.7（42.5）  | 2.8       | パノラマビューティ     |
| 2010   | 1.     | 19     | 大井   | ガーネット賞                     |        | 16    | 8     | 16    | 13.4（4人）     | 13着 | 今野忠成 | 53    | ダ1200m（良） | 1:15.2（39.7）  | 2.3       | ケイアイジンジン       |
|        | 2.     | 2      | 大井   | ウインタースプリント             | 準重賞 | 14    | 4     | 5     | 76.1（12人）    | 9着  | 佐藤博紀 | 51    | ダ1200m（不） | 1:13.5（36.9）  | 2.3       | フジノウェーブ         |
|        | 2.     | 25     | 川崎   | きらさぎ特別                     |        | 11    | 4     | 4     | 61.1（10人）    | 9着  | 坂井英光 | 52    | ダ1600m（良） | 1:43.2（40.3）  | 1.3       | ヤマイチカチドキ       |
|        | 3.     | 11     | 船橋   | 夢見月特別                       |        | 8     | 5     | 5     | 83.7（8人）     | 6着  | 水野貴史 | 53    | ダ1700m（重） | 1:49.9（41.3）  | 2.7       | ギャンブルオンミー     |
|        | 4.     | 28     | 門別   | ミランダ特別                     |        | 10    | 8     | 9     | 4.5（2人）      | 1着  | 山口竜一 | 54    | ダ1200m（稍） | 1:12.8（38.0）  | -0.3      | （ジーガーウイング）   |
|        | 5.     | 20     | 門別   | エトワール賞                     | H3     | 12    | 4     | 4     | 4.8（2人）      | 2着  | 山口竜一 | 55    | ダ1200m（不） | 1:11.7（36.5）  | 0.0       | ラブミーチャン         |
|        | 8.     | 11     | 門別   | ソメスサドル特別                 | OP     | 10    | 7     | 8     | 2.0（1人）      | 2着  | 山口竜一 | 54    | ダ1200m（稍） | 1:11.9（37.0）  | 0.0       | ポートジェネラル       |
|        | 9.     | 9      | 門別   | サウスヴィグラス賞               | OP     | 10    | 4     | 4     | 2.3（2人）      | 1着  | 山口竜一 | 55    | ダ1200m（良） | 1:12.9（38.3）  | -0.1      | （オネストジョン）     |
|        | 9.     | 21     | 門別   | ノースクイーンC                  | H2     | 13    | 6     | 8     | 3.7（2人）      | 4着  | 桑村真明 | 56    | ダ1800m（良） | 1:56.0（40.0）  | 1.6       | ショウリダバンザイ     |
|        | 10.    | 7      | 門別   | 道営スプリント                   | H2     | 14    | 4     | 6     | 4.1（2人）      | 5着  | 山口竜一 | 55    | ダ1200m（稍） | 1:12.9（37.6）  | 0.8       | シシノテイオー         |
|        | 10.    | 20     | 門別   | 門別プロパンガス事業協同組合特別 | OP     | 9     | 6     | 6     | 1.0（1人）      | 3着  | 服部茂史 | 55    | ダ1200m（稍） | 1:13.5（38.0）  | 0.9       | ディスパーロ           |
|        | 11.    | 17     | 門別   | ディープインパクト・プレミアム2  | OP     | 14    | 7     | 13    | 9.6（4人）      | 1着  | 山口竜一 | 55    | ダ1200m（稍） | 1:12.1（36.6）  | -0.3      | （オンザビート）       |
| 2011   | 5.     | 19     | 門別   | エトワール賞                     | H3     | 14    | 4     | 5     | 3.5（2人）      | 4着  | 山口竜一 | 55    | ダ1200m（稍） | 1:13.8（36.6）  | 0.3       | プリティゴールド       |
|        | 6.     | 16     | 門別   | 北海道スプリントC                | JpnIII | 13    | 2     | 2     | 43.8（6人）     | 5着  | 山口竜一 | 54    | ダ1200m（良） | 1:13.0（36.9）  | 1.5       | マルカフリート         |
|        | 6.     | 30     | 門別   | グランシャリオ門別スプリント     | OP     | 12    | 7     | 9     | 3.3（2人）      | 3着  | 山口竜一 | 54    | ダ1000m（良） | 1:01.0（37.1）  | 0.4       | パフォーマンス         |
|        | 7.     | 28     | 門別   | ノースクイーンC                  | H2     | 14    | 2     | 2     | 54.2（7人）     | 8着  | 山口竜一 | 56    | ダ1800m（良） | 1:57.4          | 1.2       | ショウリダバンザイ     |
|        | 9.     | 8      | 門別   | ローレルゲレイロ賞               | OP     | 12    | 2     | 2     | 4.6（2人）      | 2着  | 井上俊彦 | 55    | ダ1200m（重） | 1:12.4（36.9）  | 0.8       | パフォーマンス         |
|        | 10.    | 6      | 門別   | 道営スプリント                   | H2     | 14    | 3     | 3     | 11.2（5人）     | 5着  | 井上俊彦 | 55    | ダ1200m（不） | 1:10.9（36.2）  | 0.3       | パフォーマンス         |
|        | 11.    | 2      | 門別   | 鵡川ししゃも特別                 | OP     | 7     | 7     | 7     | 2.7（2人）      | 1着  | 井上俊彦 | 53    | ダ1200m（良） | 1:12.9（37.2）  | -0.3      | （プリティゴールド）   |
|        | 11.    | 17     | 門別   | キングカメハメハ・プレミアム     | OP     | 10    | 7     | 8     | 1.4（1人）      | 3着  | 井上俊彦 | 55    | ダ1200m（良） | 1:14.2（37.1）  | 0.4       | グレンチェック         |

## 繁殖成績
|       | 生年   | 馬名             | 性 | 毛色 | 父                 | 馬主                             | 管理調教師                                                                     | 戦績        | 主な勝利競走 | 供用           | 出典   |
| ----- | ------ | ---------------- | -- | ---- | ------------------ | -------------------------------- | ------------------------------------------------------------------------------ | ----------- | ------------ | -------------- | ------ |
| 初仔  | 2013年 | バッテリーパーク | 牝 | 鹿毛 | ブレイクランアウト | （株）オリオンファーム →村上卓史 | 道営・角川秀樹 →大井・森下淳平 →道営・角川秀樹 →西脇・盛本信春 →道営・角川秀樹 | 地方62戦2勝 |              | （引退・繁殖） | [ 20 ] |
| 2番仔 | 2014年 | ショーカノン     | 牝 | 鹿毛 | ブレイクランアウト | 吉冨学                           | 美浦・鈴木伸尋                                                                 | 24戦2勝     |              | （引退・繁殖） | [ 21 ] |

## 血統表
| アンペアの血統                                  | アンペアの血統                                                              | アンペアの血統                                                              | （血統表の出典）                                                            | （血統表の出典） |
| 父系                                            | ニアークティック系                                                          | ニアークティック系                                                          | ニアークティック系                                                          | [ § 2 ]          |
| 父 *ワイルドラッシュ Wild Rush 1994 鹿毛        | 父の父Wild Again 1980 黒鹿毛                                                | Icecapade                                                                   | Nearctic                                                                    | Nearctic         |
| 父 *ワイルドラッシュ Wild Rush 1994 鹿毛        | 父の父Wild Again 1980 黒鹿毛                                                | Icecapade                                                                   | Shenanigans                                                                 |                  |
| 父 *ワイルドラッシュ Wild Rush 1994 鹿毛        | 父の父Wild Again 1980 黒鹿毛                                                | Bushel-n-Peck                                                               | Kahled                                                                      | Kahled           |
| 父 *ワイルドラッシュ Wild Rush 1994 鹿毛        | 父の父Wild Again 1980 黒鹿毛                                                | Bushel-n-Peck                                                               | Dama                                                                        |                  |
| 父 *ワイルドラッシュ Wild Rush 1994 鹿毛        | 父の母Rose Park 1986 鹿毛                                                   | Plugged Nickle                                                              | Key to the Mint                                                             | Key to the Mint  |
| 父 *ワイルドラッシュ Wild Rush 1994 鹿毛        | 父の母Rose Park 1986 鹿毛                                                   | Plugged Nickle                                                              | Toll Booth                                                                  |                  |
| 父 *ワイルドラッシュ Wild Rush 1994 鹿毛        | 父の母Rose Park 1986 鹿毛                                                   | Hardship                                                                    | Drone                                                                       | Drone            |
| 父 *ワイルドラッシュ Wild Rush 1994 鹿毛        | 父の母Rose Park 1986 鹿毛                                                   | Hardship                                                                    | Hard and Fast                                                               |                  |
| 母 *フリーフォーギブン Fully Forgiven 1999 鹿毛 | 母の父Unbridled 1987 鹿毛                                                   | Fappiano                                                                    | Mr. Prospector                                                              | Mr. Prospector   |
| 母 *フリーフォーギブン Fully Forgiven 1999 鹿毛 | 母の父Unbridled 1987 鹿毛                                                   | Fappiano                                                                    | Killaloe                                                                    |                  |
| 母 *フリーフォーギブン Fully Forgiven 1999 鹿毛 | 母の父Unbridled 1987 鹿毛                                                   | Gana Facil                                                                  | Le Fabuleux                                                                 | Le Fabuleux      |
| 母 *フリーフォーギブン Fully Forgiven 1999 鹿毛 | 母の父Unbridled 1987 鹿毛                                                   | Gana Facil                                                                  | Cahredi                                                                     |                  |
| 母 *フリーフォーギブン Fully Forgiven 1999 鹿毛 | 母の母Redeemer 1986 黒鹿毛                                                  | Dixieland Band                                                              | Northern Dancer                                                             | Northern Dancer  |
| 母 *フリーフォーギブン Fully Forgiven 1999 鹿毛 | 母の母Redeemer 1986 黒鹿毛                                                  | Dixieland Band                                                              | Mississippi Mud                                                             |                  |
| 母 *フリーフォーギブン Fully Forgiven 1999 鹿毛 | 母の母Redeemer 1986 黒鹿毛                                                  | Printing Press                                                              | In Reality                                                                  | In Reality       |
| 母 *フリーフォーギブン Fully Forgiven 1999 鹿毛 | 母の母Redeemer 1986 黒鹿毛                                                  | Printing Press                                                              | Wealth of Nations F-No.1-s                                                  |                  |
| 母系(F-No.)                                     | 1号族(FN:1-s)                                                               | 1号族(FN:1-s)                                                               | 1号族(FN:1-s)                                                               | [ § 3 ]          |
| 5代内の近親交配                                 | Key to the Mint 4×5=9.38%、Nearctic 4×5=9.38%、In Reality 5×4=9.38%（母内） | Key to the Mint 4×5=9.38%、Nearctic 4×5=9.38%、In Reality 5×4=9.38%（母内） | Key to the Mint 4×5=9.38%、Nearctic 4×5=9.38%、In Reality 5×4=9.38%（母内） | [ § 4 ]          |
| 出典                                            | 1. 2. 3. 4.                                                                 | 1. 2. 3. 4.                                                                 | 1. 2. 3. 4.                                                                 | 1. 2. 3. 4.      |

母フリーフォーギブンは兄に重賞競走4勝のアメリカンボスを持つ血統で、日本競馬への適性が期待されてパカパカファームが購買した。パカパカファームはのちに2012年の東京優駿（日本ダービー）を制したディープブリランテなどを輩出する牧場に成長するが、牧場長を務めたハリー・スウィーニィは「アンペアのように、決して高くない価格で取引された馬の中から活躍馬が出ることは、牧場の評価を高めるうえで非常に重要です」と、アンペアをパカパカファームの功労馬の一頭かつ筆頭として挙げている。